# Lorenzo di Credi
Lorenzo di Credi (1459 – 12 de Janeiro de 1537) foi um pintor e escultor do renascimento italiano, conhecido por suas pinturas sobre assuntos religiosos. Ele primeiro influenciou Leonardo da Vinci e depois foi muito influenciado por ele. 

## Vida
Nascido em Florença, filho do ourives Andrea di Oderigo Barducci, começou a trabalhar na oficina de Andrea del Verrocchio até 1480. Após a morte de seu mestre, ele herdou a direção da oficina. Para a Catedral de Pistoia, ele completou a pintura da Madonna di Piazza parcialmente pintado por seu mestre Verrocchio, mas ficou inacabado quando Verrocchio foi para Veneza. Entre suas outras primeiras obras estão Annunciazione em Uffizi; Madonna col Bambino na Galleria Sabauda de Turim e Adorazione del Bambino no Querini Stampalia de Veneza. De um período posterior são Madonna e santi (Musée du Louvre) (1493) e uma Adorazione dei pastori em Uffizi. Em Fiesole, ele refez partes dos painéis de Fra Angelico nos altares da igreja de San Domenico.
As obras mais maduras de Lorenzo (como a Crucificação no Museu da Cidade de Göttingen, a Adoração dos Pastores em Uffizi, a Anunciação em Cambridge e Madonna e os Santos em Pistoia) são influenciadas por Fra Bartolomeo, Perugino e o jovem Rafael.
Nos últimos tempos, uma das obras de di Credi ganhou atenção quando os estudiosos apontaram uma semelhança entre o rosto de Mona Lisa de Leonardo da Vinci e o rosto de Caterina Sforza em um retrato por ele. Caterina Sforza era a Senhora de Forlì e Imola em Romagna, mais tarde prisioneira de Cesare Borgia. O retrato, conhecido também como La dama dei gelsomini, está agora na Pinacoteca de Forlì.

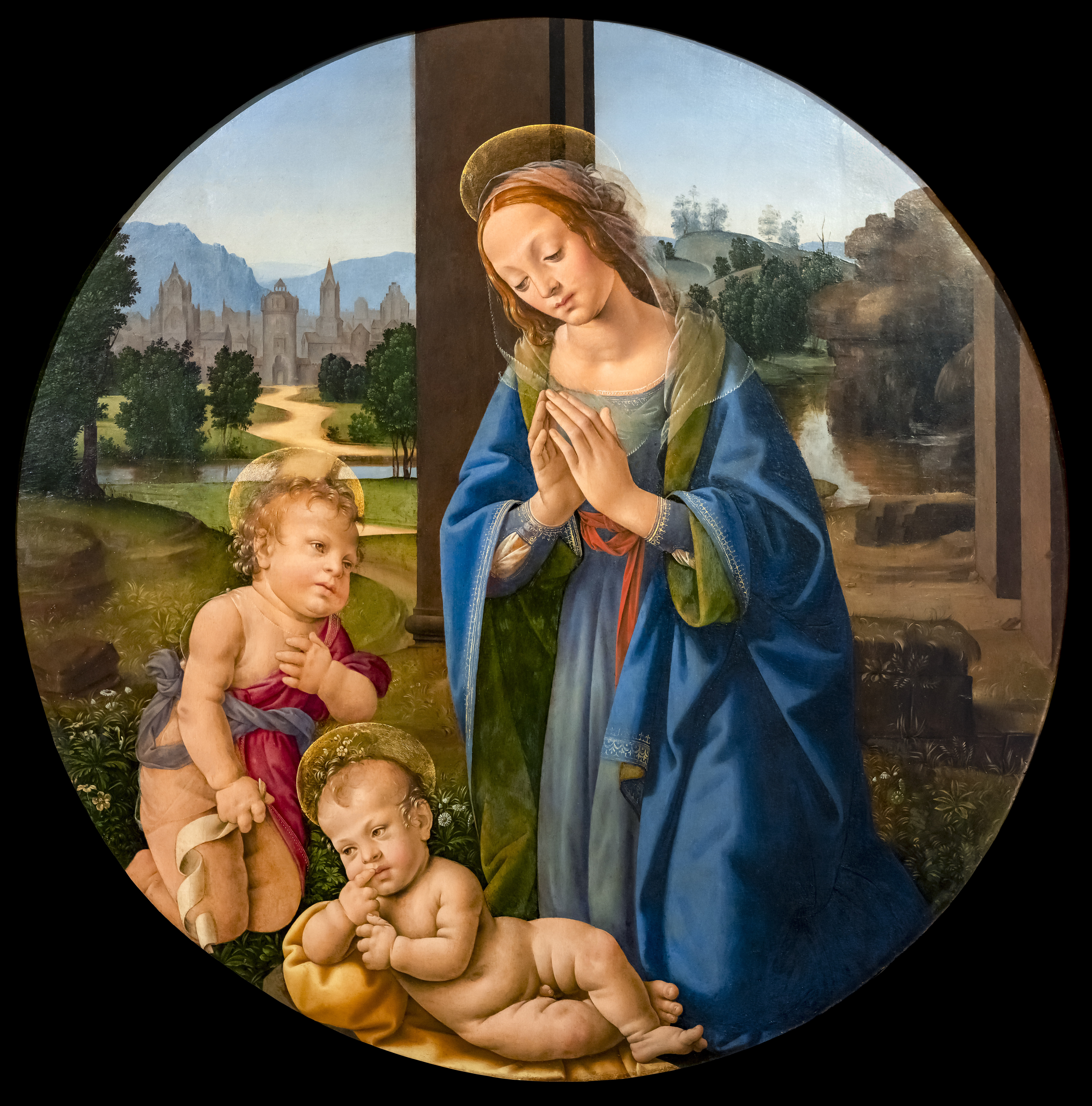
Nossa Senhora e o jovem São João Batista adorando a Criança
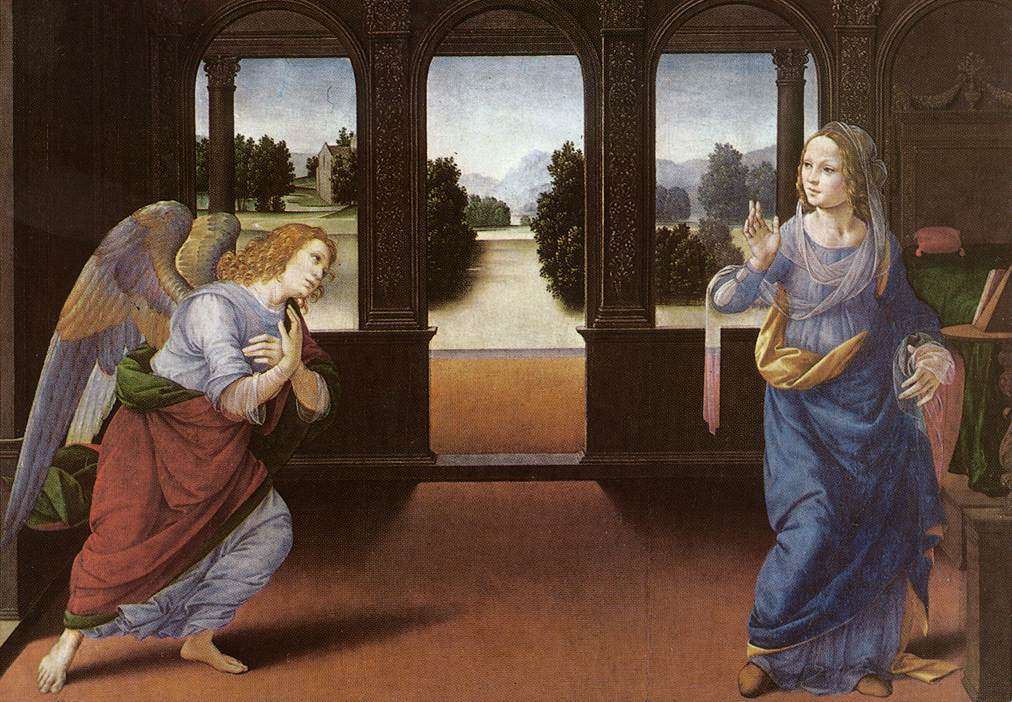
Annunciazione (c.1480) por Lorenzo di Credi
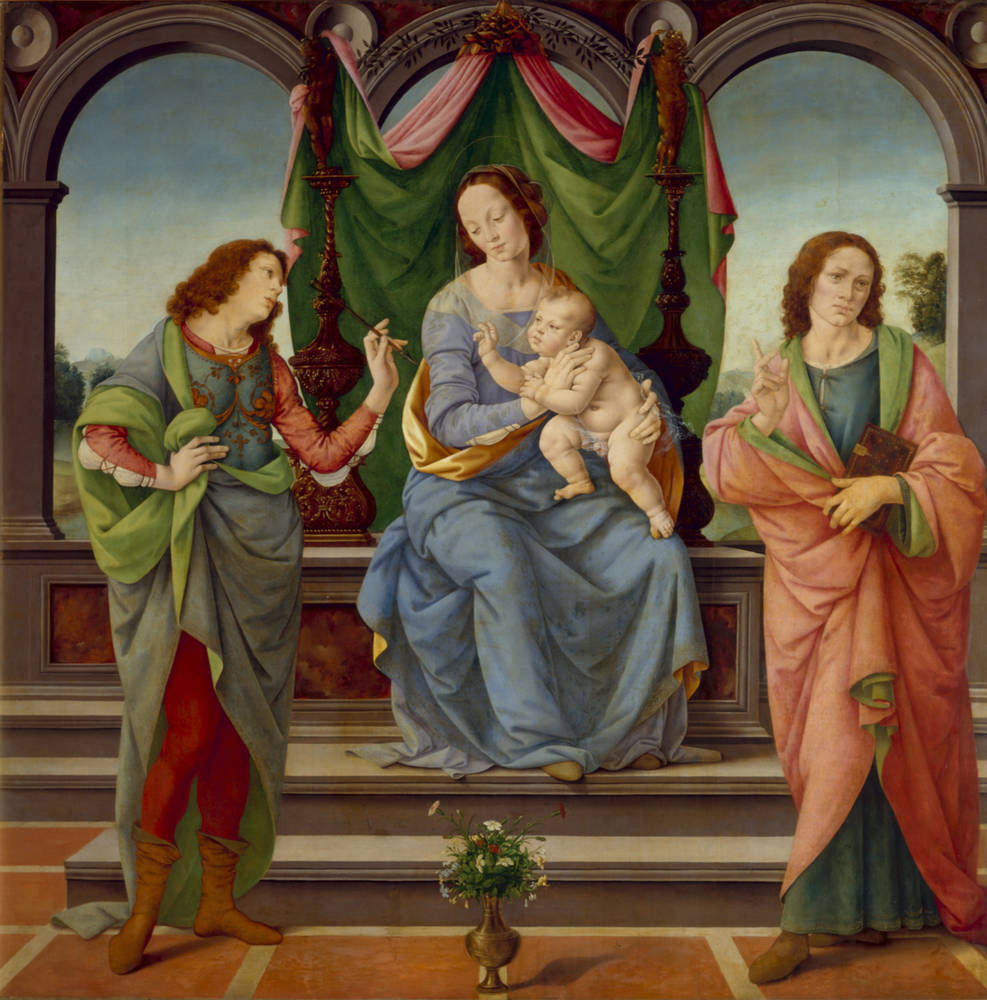
Madonna di Piazza (c.1486)
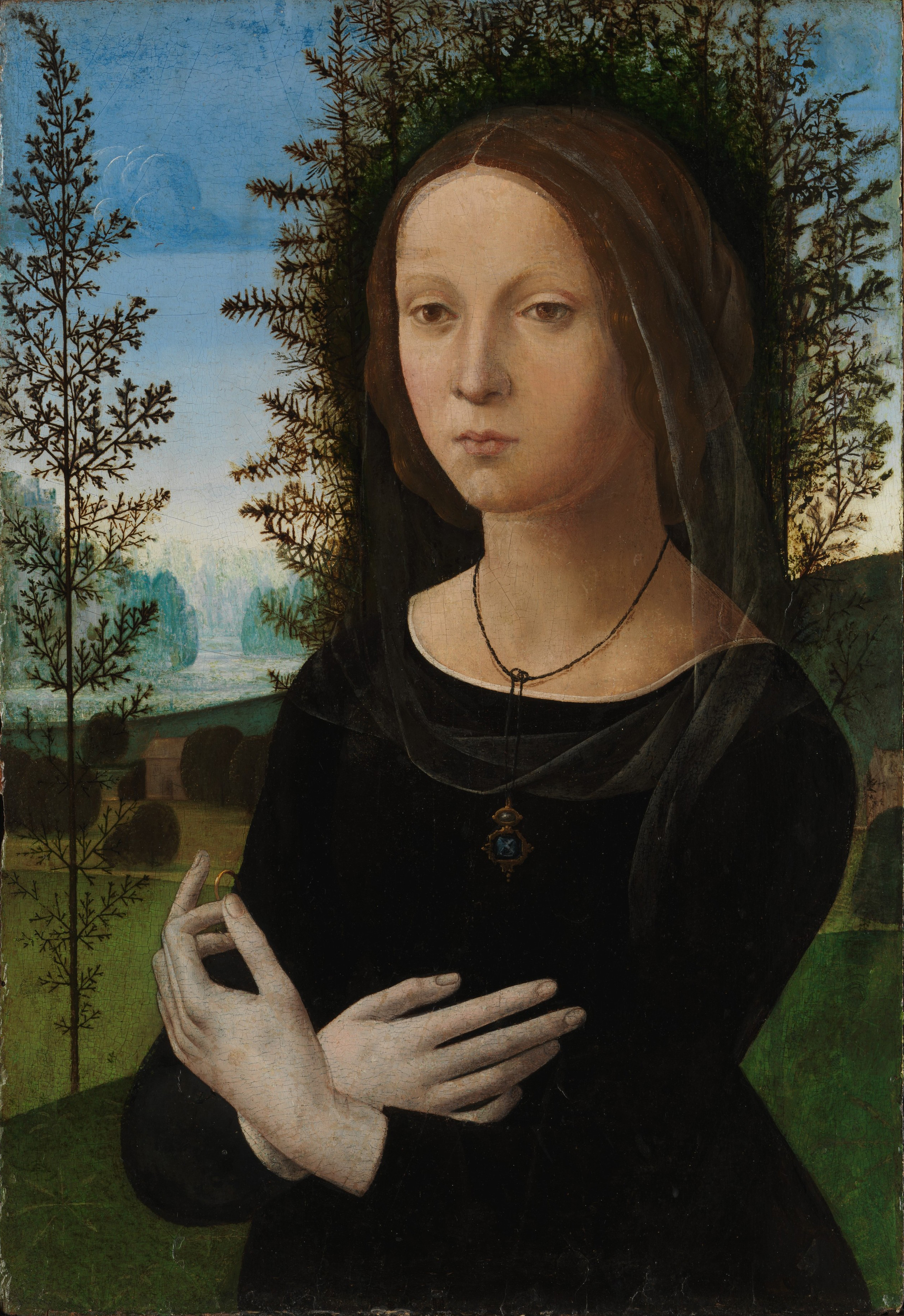
Retrato de uma jovem (c.1490) por Lorenzo di Credi
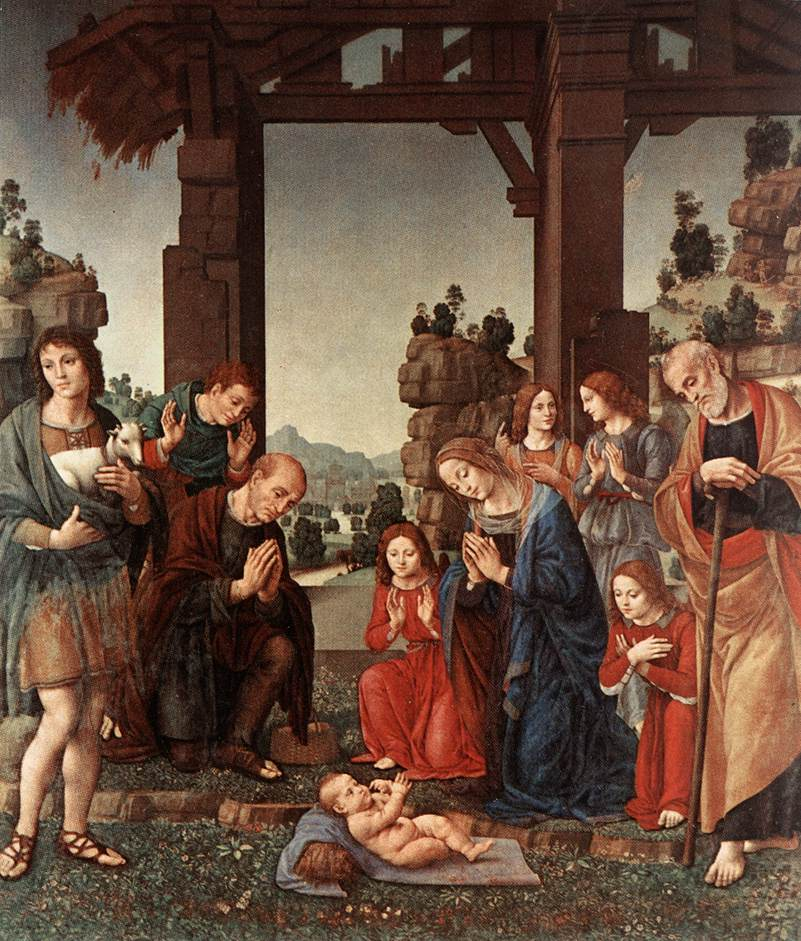
Adorazione di Pastori (c.1510) por Lorenzo di Credi